# Laminar Flow
Laminar Flow è un album in studio del cantante statunitense Roy Orbison, pubblicato nel 1979.

## Tracce
- Side 1

1. Easy Way Out (Jim Valentini, Frank Saulino, Spady Brannan)
2. Love Is a Cold Wind (Charlie Black, Rory Bourke)
3. Lay It Down (Robert Byrne, Tommy Brasfield)
4. I Care (Lenny LeBlanc, Eddie Struzick)
5. We're Into Something Good (George Soulé, Terry Woodford)
6. Movin' (Roy Orbison, Chris Price)

- Side 2

1. Poor Baby (Roy Orbison, Chris Price, Regi Price)
2. Warm Spot Hot (Eddie Struzick)
3. Tears (Roy Orbison, Chris Price, Dan Price, Regi Price)
4. Friday Night (Regi Price, Chris Price)
5. Hound Dog Man (Barbara Orbison, Terry Woodford, Tommy Stuart)